# Káloz
Káloz is een plaats (község) en gemeente in het Hongaarse comitaat Fejér. Káloz telt 2535 inwoners (2001).

## Geboren
- Stephen Vizinczey (1933-2021), schrijver